# Barázdálttönkű kígyógomba
A barázdálttönkű kígyógomba (Mycena polygramma) a kígyógombafélék családjába tartozó, Európában és Észak-Amerikában honos, nem ehető gombafaj.

## Megjelenése
A barázdálttönkű kígyógomba kalapjának átmérője 2-3 (5) cm, alakja kúpos, közepén mindig púp található. Felszíne nedvesen nyálkás. Széle a kalap feléig áttetszően bordázott. Színe szürkésbarna, a közepén sötétebb árnyalattal. Húsa fehéres vagy szürkésbarnás, vékony, törékeny. Íze és szaga nem jellegzetes, esetleg gyengén liszt- vagy retekszerű lehet.
Közepesen sűrűn álló lemezei felkanyarodók vagy tönkhöz nőttek. Színük szürkés, a lemezél sárga vagy narancsszínű. Spórapora fehér. Spórái oválisak, sima felszínűek, méretük 7,5-10 x 5-7 μm.
Tönkje 3-8 (10) cm magas és 0,2-0,4 cm vastag. Alakja hengeres, karcsú, esetleg görbülhet. Színe a kalapéval megegyezik, felszíne finoman korpázott lehet. Jól vagy kevésbé kivehetően, de mindig hosszanti irányban bordázott.

### Hasonló fajok
A többi − szintén nem ehető vagy mérgező − kígyógombával lehet összetéveszteni, tőlük bordázott tönkje alapján különíthető el.

## Elterjedése és termőhelye
Inkább Európában honos, szórványosan Észak-Amerikában is megtalálható. Magyarországon gyakori. Lombos és fenyőerdőben él, főleg korhadó tuskón, fatörzsön, vagy körülötte a talajon lehet megtalálni. Júniustól októberig terem.
Nem ehető.  

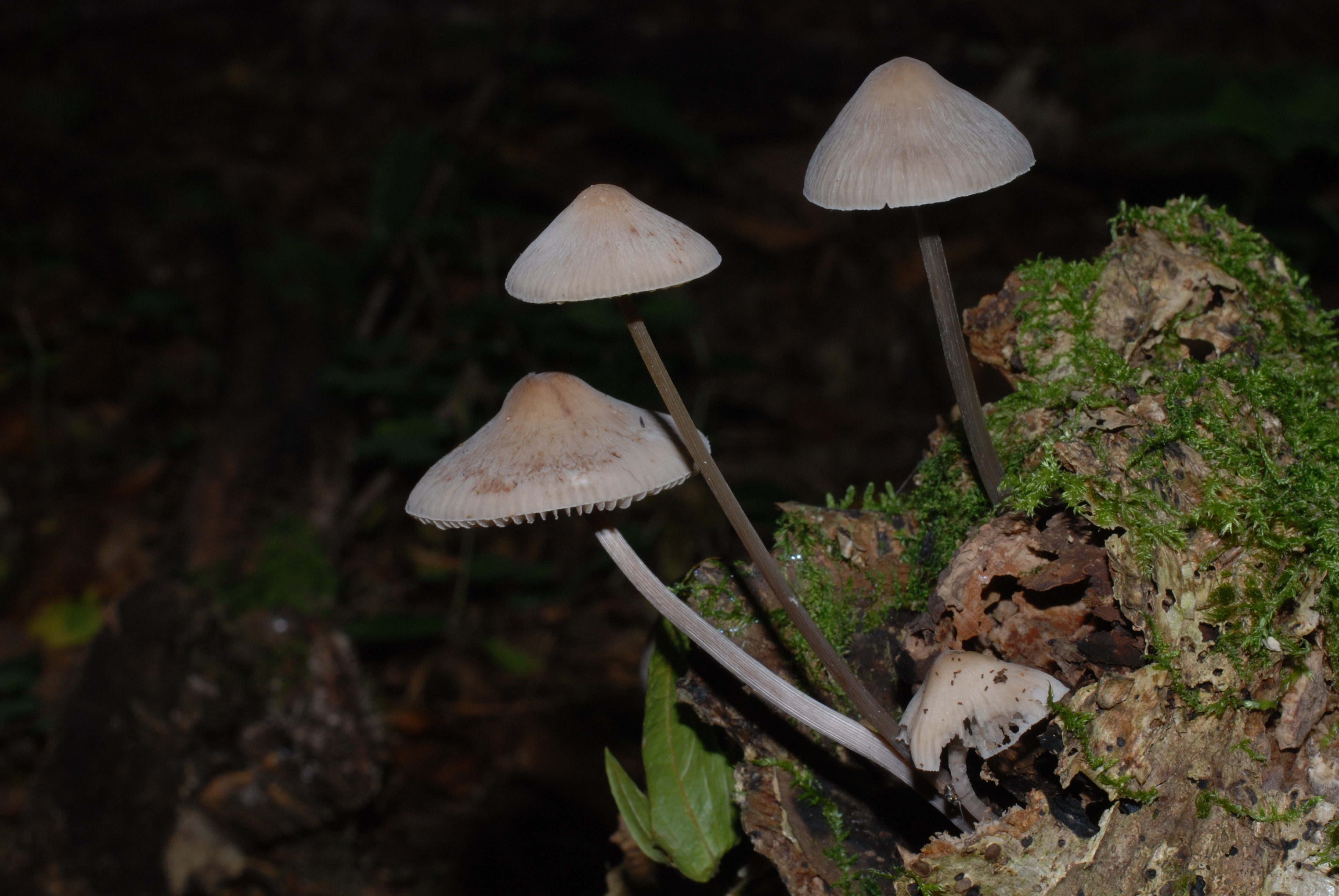
Barázdálttönkű kígyógomba
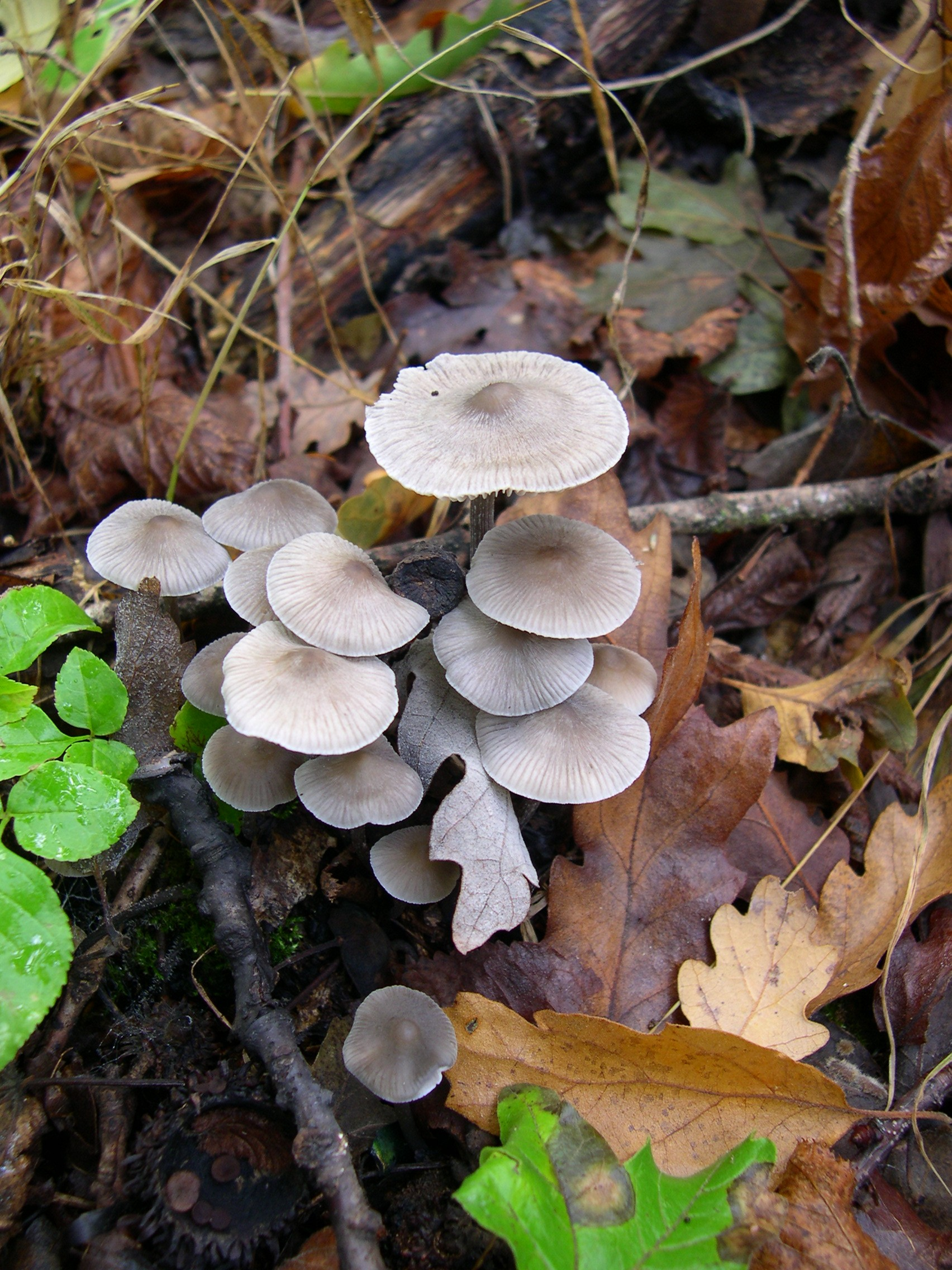
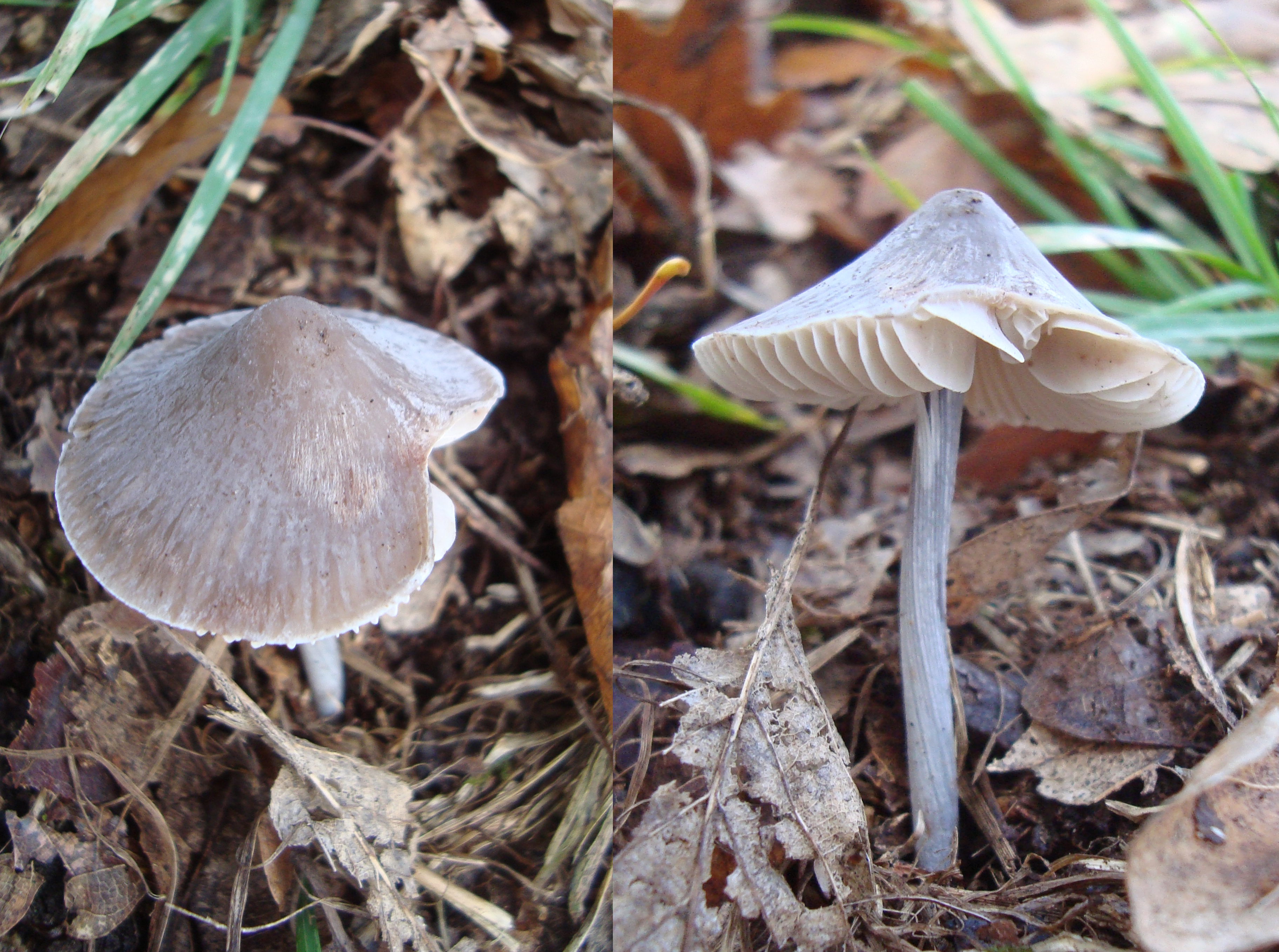
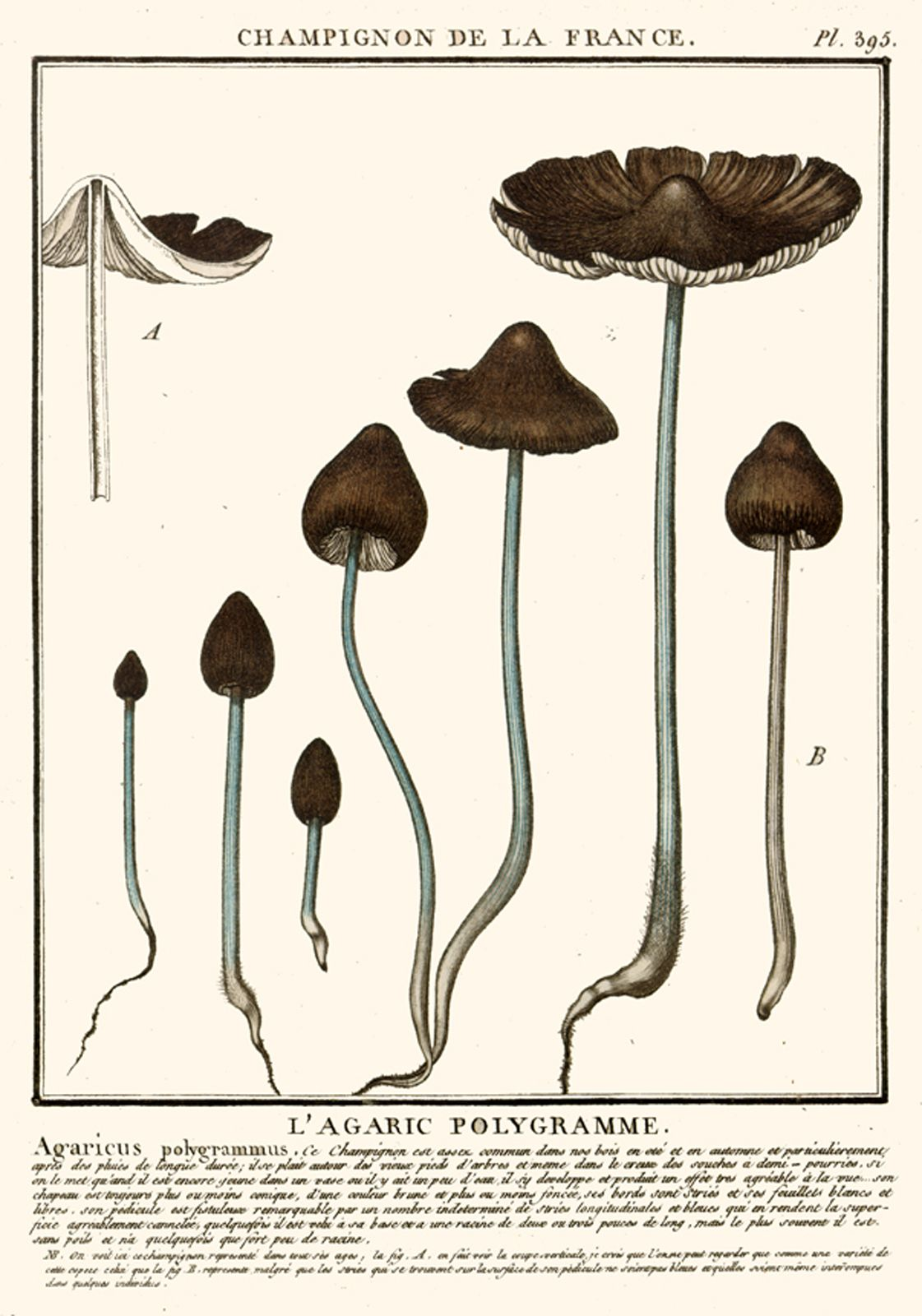
Ábrázolása egy francia botanikakönyvben (1789)